# Nils Goerke
Nils Goerke (* 25. Oktober 1973 in Elmshorn) ist ein ehemaliger deutscher Duathlet und Triathlet. Er ist Vizeeuropameister auf der Triathlon-Langdistanz (2004).

## Werdegang
Nils Goerke kam über den Radsport zum Duathlon und 1993 startete er bei seinem ersten Triathlon über die olympische Distanz (Kurzdistanz: 1,5 km Schwimmen, 40 km Radfahren und 10 km Laufen).
1999 wurde er Deutscher Vizemeister auf der Duathlon-Kurzdistanz und er konnte diesen Erfolg 2001 wiederholen.

Von 2002 an war Goerke als Triathlon-Profi aktiv und er startete für den Verein Triabolos Hamburg.

### Vize-Europameister Triathlon
2004 wurde er in Immenstadt Vize-Europameister auf der Triathlon-Langdistanz (3,86 km Schwimmen, 180 km Radfahren und 42,195 km Laufen).
Er konnte sich fünf Mal für einen Startplatz beim Ironman Hawaii (Ironman World Championship) qualifizieren und erreichte seine beste Platzierung 2003 mit dem 22. Rang.
Nils Goerke beendete 2012 seine Profi-Karriere, er lebt in Kiel und ist seit 2013 in Hamburg als Triathlon-Coach aktiv.

## Sportliche Erfolge
| Datum/Jahr    | Rang | Wettbewerb                                         | Austragungsort | Zeit     | Bemerkung                                                                          |
| ------------- | ---- | -------------------------------------------------- | -------------- | -------- | ---------------------------------------------------------------------------------- |
| 26. Juni 2011 | 3    | Sylt-Triathlon                                     | List auf Sylt  | 02:15:19 | 1,5 km Schwimmen, 46 km Radfahren und 12 km Laufen                                 |
| 13. Juni 2010 | 2    | Bonn-Triathlon                                     | Bonn           |          |                                                                                    |
| 14. Juni 2009 | 3    | Bonn-Triathlon                                     | Bonn           |          |                                                                                    |
| 19. Aug. 2007 | 3    | Ironman 70.3 Germany                               | Wiesbaden      |          | bei der Erstaustragung                                                             |
| 21. Juli 2007 | 3    | DTU Deutsche Meisterschaft Triathlon Mitteldistanz | Immenstadt     | 04:15:49 | Deutsche Triathlon-Meisterschaft beim Allgäu Triathlon                             |
| 2005          | 1    | Bonn-Triathlon                                     | Bonn           |          | Sieger über die Mitteldistanz (3,8 km Schwimmen, 60 km Radfahren und 15 km Laufen) |
| 23. Juli 2005 | 1    | Allgäu Triathlon                                   | Immenstadt     |          |                                                                                    |

| Datum/Jahr    | Rang | Wettbewerb                                         | Austragungsort | Zeit     | Bemerkung                                                                                        |
| ------------- | ---- | -------------------------------------------------- | -------------- | -------- | ------------------------------------------------------------------------------------------------ |
| 1. Aug. 2010  | 3    | Ironman Regensburg                                 | Regensburg     |          | Dritter hinter dem Sieger Faris Al-Sultan                                                        |
| 1. Nov. 2008  | 10   | Ironman Florida                                    | Panama City    | 08:35:39 | [ 4 ]                                                                                            |
| 13. Okt. 2007 | 31   | Ironman Hawaii                                     | Hawaii         | 09:03:32 |                                                                                                  |
| 20. Mai 2006  | 5    | Ironman Lanzarote                                  | Lanzarote      |          |                                                                                                  |
| 6. Nov. 2004  | 8    | Ironman Florida                                    | Panama City    |          |                                                                                                  |
| 17. Juli 2004 | 2    | ETU Long Distance Triathlon European Championships | Immenstadt     |          | Triathlon-Europameisterschaft auf der Langdistanz beim Allgäu Triathlon                          |
| 18. Okt. 2003 | 22   | Ironman Hawaii                                     | Hawaii         | 08:53    |                                                                                                  |
| 6. Juli 2003  | 7    | Ironman Austria                                    | Klagenfurt     | 08:27    |                                                                                                  |
| 19. Okt. 2002 | 31   | Ironman Hawaii                                     | Hawaii         | 09:06    |                                                                                                  |
| 14. Okt. 2000 | 47   | Ironman Hawaii                                     | Hawaii         | 09:13    | 4. Rang in der AK 25-29                                                                          |
| 6. Aug. 2000  | 22   | Ironman Switzerland                                | Zürich         |          |                                                                                                  |
| 18. Okt. 1997 | DNF  | Ironman Hawaii                                     | Hawaii         | –        | Rennabbruch nach 120 km auf der Radstrecke                                                       |
| 1997          |      | Ironman Europe                                     | Roth           | 09:13    | erster Start über die Ironman-Distanz und Qualifikation für einen Startplatz beim Ironman Hawaii |

| Datum/Jahr | Rang | Wettbewerb                                     | Austragungsort | Zeit | Bemerkung                      |
| ---------- | ---- | ---------------------------------------------- | -------------- | ---- | ------------------------------ |
| 2001       | 2    | DTU Deutsche Meisterschaft Duathlon            | Deutschland    |      | Deutscher Vizemeister Duathlon |
| 1999       | 2    | DTU Deutsche Meisterschaft Duathlon            | Deutschland    |      | Deutscher Vizemeister Duathlon |
| 1999       | 10   | ITU Long Distance Duathlon World Championships | Zofingen       |      | beim Powerman Zofingen         |
| 1995       | 7    | DTU Deutsche Meisterschaft Duathlon            | St. Wendel     |      |                                |

(DNF – Did Not Finish)

## Veröffentlichungen
- Nils Goerke: Schnell und effizient laufen spomedis, Mai 2017. ISBN 978-3-95590-128-8